# 오정아 (작가)
오정아는 대한민국의 텔레비전 드라마 작가이다. 

## 드라마
- 2024년 ~ 2025년 tvN 월화 미니시리즈 《가석방심사관 이한신》 ... 공동집필